# 鬬般
鬬般（？—？），芈姓，鬬氏，字子揚，楚莊王初年令尹。出身春秋時期楚國若敖氏。鬬㝅於菟之子，鬬伯比之孫。

## 生平
楚莊王初年，鬬㝅於菟去世，由鬬般任令尹，鬬椒為司馬。之後由於工尹蒍賈的誣告，令他被楚莊王所殺。不久，蒍賈又被鬬椒囚殺，并引發了若敖族之亂。

## 家族
祖父鬬伯比。父為楚國令尹鬬㝅於菟。
- 子：克黃
- 孫：鬬棄疾
- 曾孫：鬬韋龜
- 玄孫：鬬成然